# Termin (film 2009)
Termin (tytuł oryg. Deadline) – amerykański film fabularny (hybryda horroru, thrillera i filmy psychologicznego) z 2009 roku, napisany, wyprodukowany i wyreżyserowany przez Seana McConville'a, z Brittany Murphy i Thorą Birch obsadzonymi w rolach głównych. Premiera filmu miała miejsce 7 lutego 2009 roku w trakcie European Film Market.

## Opis fabuły
Trzydziestodwuletnia Alice Evans jest pisarką, która przechodzi załamanie nerwowe po poronieniu dziecka. Wprowadza się na krótki czas do domu stojącego na odludziu, by tam skupić się na pracy. Posiadłość jest stara i wzbudza lęk u Alice. Wkrótce kobieta znajduje na poddaszu nagrania video, na których poprzedni lokator uwiecznił codzienne czynności swojej żony. Bohaterka przegląda kolejne z wielu kaset, by odkryć szokującą prawdę o przeszłości wcześniejszych mieszkańców.

## Obsada
- Brittany Murphy − Alice Evans
- Thora Birch − Lucy Woods
- Tammy Blanchard − Rebecca
- Marc Blucas − David Woods
- Claudia Troll − matka Davida
- Michael Piscitelli − głos Bena